# François Félix Dorothée Des Balbes de Berton de Crillon
François Félix Dorothée Des Balbes de Berton de Crillon, från 1806 hertig de Mahon, född 1748, död 1820, var en fransk greve, militär och politiker. Han var son till Louis Des Balbes de Berton de Crillon, hertig de Mahon och halvbror till Louis Antoine François de Paule Des Balbes de Berton de Crillon.
Crillon deltog i krigsoperationerna i Medelhavet under det nordamerikanska frihetskriget. Han blev 1789 adelsdeputerad, och tillhörde den av Stanislas de Clermont-Tonnerre ledda centern. 1792 var han åter i fransk krigstjänst. Han satt en tid fängslad under skräckväldet men frigavs 1794. Efter restaurationen utnämndes han till pär, och bekämpade i franska överhuset reaktionära partiet.